# Lucas Pope
Lucas Pope é um desenvolvedor de jogos eletrônicos estadunidense, radicado no Japão. Ele é mais conhecido por jogos independentes e experimentais, nomeadamente pelo seu jogo lançado em 2013, Papers, Please.

## Carreira
Pope cresceu no estado da Virgínia, nos EUA e começou o seu trabalho com videogames através do desenvolvimento de mods para jogos como Quake, principalmente sobre a arte usada para os personagens. Ele colaborou com outros modders, inclusive trabalhando num mod oficial sancionado pela Sony Pictures para promover o filme Anaconda. Pope, junto com outros modders, decidiu formar seu próprio estúdio, Ratloop, lançando em 1997 o mod de conversão total de Quake intitulado Malice. Ratloop teve problemas com a distribuição através de lojas de varejo. Apesar de o Walmart ajudar a distribuir o seu jogo, a empresa pediu que a Ratloop tivesse 5 000 cópias do jogo prontas para enviar no prazo de 24 horas a qualquer momento, exigindo que a Ratloop procurasse uma publicadora para ajudar. Depois de um primeiro jogo em 3D falho, a Ratloop decidiu desenvolver um jogo de reparação de carros, Gearhead Garage. Ele foi bem-sucedido o suficiente para ser adquirido pela Activision para a distribuição no varejo, e deu à Ratloop fundos suficientes para financiar alguns jogos experimentais, algo que interessava Pope. Mas nenhum destes foi publicado, e, enfrentando a concorrência de outros estúdios, particularmente localizados no leste europeu, que poderiam fazer jogos a preços substancialmente mais baixos, a Ratloop tornou-se inativa.
Pope deixou a Ratloop e se juntou à Realtime Associates por um curto período de tempo antes de se mudar para Santa Mônica e conseguir um emprego na Naughty Dog. Apesar de Pope não possuir um forte histórico de programação, ele sentia que a Naughty Dog o havia contratado devido a seu interesse por programar as ferramentas e interfaces necessárias para auxiliar na programação de seus jogos. Pope havia sido contratado durante o desenvolvimento de Uncharted: Drake's Fortune, e continuou a trabalhar na sequência Uncharted 2: Among Thieves. Ele creditou o diretor da sequência Bruce Straley por ensiná-lo como focar o design de um jogo em volta de conceitos-chave para tornar o jogo divertido, mesmo que isso signifique sacrificar trabalho que já foi completado.
Depois do lançamento de Uncharted 2 em 2009, a Naughty Dog se encaminhou para desenvolver a próxima sequência, Uncharted 3: Drake's Deception, mas Pope queria passar mais tempo no seu amor por jogos experimentais; ele tinha estado a gastar tempo desenvolvendo alguns desses junto com sua esposa Keiko. Ele decidiu se demitir da Naughty Dog, e, em 2010, mudou-se para Saitama, no Japão, para perto da família de Keiko. Ao longo dos anos seguintes ele trabalhou em vários jogos experimentais, incluindo The Republia Times em 2012, ideia que havia originalmente surgido durante o game jam Ludum Dare.
Pope e sua esposa moram em Saitama, perto de Tóquio, no Japão.

## Papers, Please

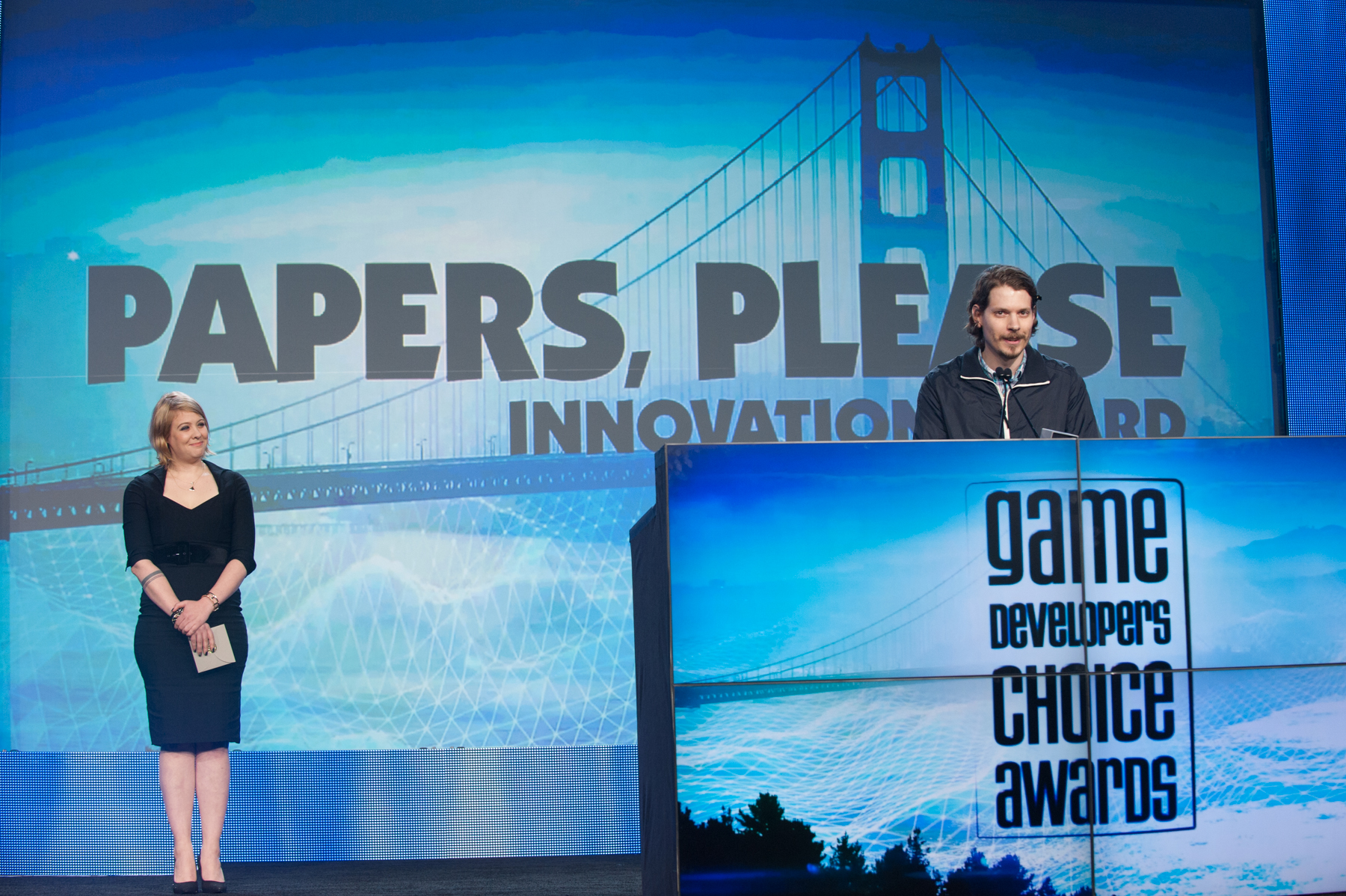
Lucas Pope aceitando um prêmio na cerimônia Game Developers Choice Awards em 2014 por Papers, Please.

Pope viajava frequentemente no período a seguir de sua mudança para o Japão, brevemente se mudando para Cingapura para ajudar um amigo a completar um jogo, juntamente com as viagens de volta aos Estados Unidos. Durante essas viagens, Pope teve uma ideia para um jogo envolvendo um inspetor de passaportes, que serviu de inspiração para o seu primeiro trabalho que se tornaria extremamente popular, Papers, Please, lançado primeiramente em 2013. O jogo foi aclamado pela crítica, conquistando amplo reconhecimento, incluindo vários prêmios Game Developers Choice e Independent Games Festival, bem como um British Academy (BAFTA) Games Award de Melhor Jogo de Simulação. 
Para Pope e sua esposa, Papers, Please foi bem-sucedido financeiramente; já tendo vendido cerca de 1,8 milhão de cópias em agosto de 2016, sendo que até 2018, ainda vendeu o suficiente para que Pope não estivesse preocupado com sua segurança financeira durante o desenvolvimento de seu próximo jogo, Return of the Obra Dinn.

## Jogos
| Lançamento | Jogo                    | Plataforma(s)                                     | Notas                                                  |
| --- | ----------------------- | ------------------------------------------------- | ------------------------------------------------------ |
| 14 de abril de 2012 | The Republia Times      | PC                                                | Desenvolvido em 48 horas                               |
| 23 de abril de 2012 | 6 Degrees of Sabotage   | PC                                                | Desenvolvido em 48 horas para o game jam Ludum Dare 23 |
| - 8 de agosto de 2013 (PC, Mac) - 12 de fevereiro de 2014 (Linux) - 12 de dezembro de 2014 (iOS) - 12 de dezembro de 2017 (Vita) | Papers, Please          | PC, Mac, Linux, iOS, Vita                         |                                                        |
| 28 de abril de 2014 | The Sea Has No Claim    | PC                                                | Desenvolvido em 48 horas para o game jam Ludum Dare 29 |
| 24 de agosto de 2015 | Unsolicited             | PC                                                | Desenvolvido em 48 horas para o game jam Ludum Dare 33 |
| 18 de outubro de 2018 | Return of the Obra Dinn | PC, Mac, Playstation 4, Nintendo Switch, Xbox one |                                                        |